# عملیات والفجر ۴
عملیات والفجر ۴ عملیات تهاجمی نیروهای مسلح ایران، در خلال جنگ ایران و عراق بود، که در مهرماه و آبان‌ماه ۱۳۶۲ به مدت ۳۳ روز، در شهرهای سلیمانیه و پنجوین، در استان سلیمانیه عراق، با مشارکت سپاه پاسداران و ارتش، همچنین با همکاری پیشمرگه‌های کُرد، وابسته به اتحادیه میهنی کردستان عراق انجام گرفت. با انجام این عملیات نیروهای ایرانی توانستند بخش کوچکی از خاک عراق را به تصرف خود درآورند.

## نبرد
عملیات والفجر ۴ در ۳ مرحله، با هدف اتصال ارتفاعات سورن به سورکوه، از روز ۲۷ مهرماه ۱۳۶۲ به مدت ۳۳ روز، در شمال شهرهای سلیمانیه و پنجوین، در استان سلیمانیه عراق انجام شد.

### مرحله اول
مرحله نخست این عملیات، در ساعت ۲۴ در منطقه‌ای به وسعت صدها کیلومتر مربع آغاز شد. نیروهای ایرانی از ۲ محور بانه و بلندی‌های لری، گرمک، کنگرک و در محور مریوان و بلندی‌های پنجوین به نام زله، مارو و خلوزه، به پیشروی پرداختند.

### مرحله دوم
در مرحله دوم، پس از گذشت ۲ روز از مرحله نخست، بلندی‌های سورن و کانی‌مانگا توسط نیروهای ایرانی تصرف شد، اما بر اثر پاتک‌های ارتش عراق روی قله‌های کانی‌مانگا، برخی از مناطق برای مدتی، دست به دست شد و در نهایت این مناطق بار دیگر به اشغال نیروهای عراقی درآمد.

### مرحله سوم
مرحله سوم عملیات والفجر ۴ در تاریخ ۲ آبان‌ماه ۱۳۶۲ آغاز گردید. در این مرحله تنها سپاه پاسداران با استعداد ۲۵ گردان، وارد عمل شد و در مجموع هزار کیلومترمربع شامل ۳۰۰ کیلومتر مربع از اراضی ایران و ۷۰۰ کیلومتر از اراضی عراق، به تصرف نیروهای ایرانی درآمد و با این اقدام، معابر نفوذی گروه‌های مخالف با نظام جمهوری اسلامی به داخل ایران، در دره شیلر مسدود گردید.

## موقعیت منطقه
دشت شیلر با فرورفتگی خاص خود، واقع در مرز ۲ کشور ایران و عراق و در حد فاصل شهرهای مریوان و بانه قرار دارد. این منطقه از جمله مناطقی است که طی قرارداد ۱۹۷۵ الجزایر، به دلیل وجود ارتفاعات جانبی آن (فرو رفتگی در خاک ایران) تعیین شد.

## عملیات
لشکر یکم ارتش عراق، به مدت ۲ ماه، در خندق‌های شیاری منتظر شروع این عملیات بودند. تهاجم نیروهای پیش‌مرگه و نیروهای ایرانی در ۲۷ آبان‌ماه ۱۳۶۲ آغاز شد و با انجام این عملیات، نیروهای ایرانی موفق شدند در حدود ۶۵۰ کیلومتر مربع از خاک عراق را به اشغال خود درآورند. در پی انجام این عملیات، تهدید نیروهای مسلح ایران، متوجه شهر پنجوین، عراق گردید. نیروهای عراقی عضو گارد ریاست جمهوری، با استفاده از سلاح شیمیایی، به پاتک پرداختند، که در نهایت پاتک آن‌ها توسط نیروهای ایرانی دفع شد.

## تلفات
تلفات ارتش عراق در طول این عملیات، بالغ بر ۱۹ هزار نفر، کشته، زخمی و اسیر بود، همچنین در خلال انجام این عملیات ۱۰ فروند هواپیمای جنگنده عراقی و یک فروند هلیکوپتر ساقط شدند و نیز بیش از ۹۰ دستگاه تانک و نفربر زرهی، ۲۰۰ دستگاه خودروی سبک و سنگین از ارتش عراق منهدم گردید و ۵ دستگاه تانک و نفربر، ۱۰ دستگاه لودر و بولدوزر، ۲۰۰ دستگاه خودرو سبک و سنگین، ۲۰ قبضه سلاح ضدهوایی نیز به غنیمت نیروهای ایرانی درآمد.

## دستاوردها
عملیات والفجر ۴ توسط ۸ لشکر و ۲ تیپ از سپاه پاسداران و یک لشکر پیاده از ارتش جمهوری اسلامی ایران انجام شد. از دستاوردهای انجام عملیات والفجر ۴ برای نیروهای ایرانی، تصرف پیشرفتگی دشت شیلر، شهر و پادگان‌های پنجوین و گرمک، در خاک عراق و تسلط نیروهای ایرانی بر ۱۳ شهر و روستای عراقی بود. دستاورد دیگر این عملیات خارج ساختن شهر مریوان از زیر دید و تیر توپخانه ارتش عراق و فراهم‌سازی مقدمات برای انجام عملیات‌های آتی در استان سلیمانیه عراق بود.

## پیامدها
در این نبرد بر خلاف اکثر نبردهای جنگ ایران و عراق، عوامل و موانع جغرافیایی نقشی تعیین‌کننده داشتند. با وجود آنکه نیروهای ایرانی توسط پیش‌مرگ‌های کُرد، در کوه‌ها پناه می‌گرفتند، با این حال استفاده عراقی‌ها از سلاح‌های شیمیایی، تلفات سنگینی را متوجه نیروهای ایرانی کرد. همچنین ارتش عراق برای اعمال فشار سیاسی از داخل ایران، برای پذیرش صلح، با استفاده از موشک‌های اسکاد بی، شروع به موشک باران شهرها و مناطق مسکونی ایران نمود.

## جنگ‌افزارهای شیمیایی
در عملیات والفجر ۴ و عملیات‌های زیر، نیروهای عراقی، از سلاح‌های شیمیایی استفاده کردند.
| ردیف | عملیات          | عوامل مورد استفاده                     | وسیله پرتاب                            |
| ۱    | عملیات والفجر ۲ | گاز خردل                               | بمباران هوایی                          |
| ۲    | عملیات والفجر ۴ | گاز خردل                               | بمباران هوایی، توپخانه                 |
| ۳    | عملیات والفجر ۸ |                                        |                                        |
| ۴    | عملیات کربلای ۸ |                                        |                                        |
| ۵    | عملیات خیبر     | گاز خردل، گاز عامل اعصاب، گاز خفه‌کننده | بمباران هوایی، توپخانه                 |
| ۶    | عملیات بدر      | گاز خردل، گاز عامل اعصاب، سیانور       | بمباران هوایی، توپخانه، پخش با هواپیما |